# Tantely Andrianarivo
 (octobre 2023).
Si vous disposez d'ouvrages ou d'articles de référence ou si vous connaissez des sites web de qualité traitant du thème abordé ici, merci de compléter l'article en donnant les références utiles à sa vérifiabilité et en les liant à la section « Notes et références ».
Tantely René Gabrio Andrianarivo, né le 25 mai 1954 à Ambositra et mort le 31 août 2023 à Tours (France), est un homme d'État malgache. Grand-Croix de Deuxième Classe de l’Ordre National Malagasy, il fut Premier ministre et Chef de Gouvernement de Madagascar du 23 juillet 1998 à 2002 sous la présidence de Didier Ratsiraka.

## Biographie
Originaire d'Ambositra, Tantely Andrianarivo fut scolarisé au lycée Raherivelo Ramamonjy de Fianarantsoa avant de poursuivre des études supérieures en France, dans le cadre d'une bourse d'études qu'il reçut après l'obtention de son bac à 16 ans.
Formé à l'École centrale Paris (Promotion 1976), l'ISA (MBA HEC) et l'Université Stanford, il revint s'installer à Madagascar à la fin de ses études. 
Il fut d’abord conseiller technique du Ministre de l’Agriculture avant de devenir à 29 ans Ministre de l’Industrie, de l’Energie et des Mines durant le premier mandat de Ratsiraka, sous la Seconde république.
Après la victoire de Ratsiraka à l'élection présidentielle de 1996 à Madagascar, Tantely Andrianarivo devint Vice-premier ministre ainsi que Ministre chargé de l'Économie et des Finances dans le nouveau gouvernement de Pascal Rakotomavo, nommé le 27 février 1997. Il fut l'un des trois ministres d'État de ce gouvernement, avec Pierrot Rajaonarivelo et Herizo Razafimahaleo.
À la suite des élections législatives en mai 1998, il fut nommé Premier ministre et Chef de gouvernement par Ratsiraka en juillet de la même année, tout en conservant le Ministère des Finances.
Pendant la campagne de l'élection présidentielle de 2002 opposant Ratsiraka et Marc Ravalomanana, Tantely Andrianarivo décrèta l'état d'urgence imposé par Ratsiraka, Ravalomanana s'autoproclamant président le 22 février. Le 27 mai 2002, les forces armées de Ravalomanana attaquèrent la résidence du premier ministre à Antananarivo où il séjournait avec sa femme et ses enfants — le dernier bâtiment officiel de la capitale sous contrôle du gouvernement Ratsiraka — et s'empara de Tantely Andrianarivo ; le premier ministre de Ravalomanana, Jacques Sylla, s'installa dans la résidence. En réponse, Ratsiraka annonca son refus de participer à une discussion avec la partie adverse tant que Tantely Andrianarivo ne serait pas relâché. De mai à octobre 2002, Tantely Andrianarivo et sa famille furent placés en résidence surveillée.
Le procès de Tantely Andrianarivo débuta le 22 décembre 2003, avec 9 chefs d'accusations dont recel de malfaiteurs, détournement de fonds et usurpation de pouvoir. Le 24 décembre, il fut condamné à 12 ans de travaux forcés ainsi qu'à verser 42 milliards de francs malgaches. Durant le procès, la Défense avait rappelé qu'au moment des faits, l'accusé n'avait jamais été démis de ses fonctions par décret, malgré la nomination de Sylla au poste de Premier Ministre par Ravalomanana : il était donc officiellement le Premier Ministre de Madagascar jusqu'au 27 mai 2002, ce qui légitimait le choix de maintenir les dépenses publiques pour payer les salaires des fonctionnaires et autres dépenses administratives durant la crise. Selon Amnesty International, le procès comportait également plusieurs irrégularités. Tantely Andrianarivo fut emprisonné à la prison d'Antanimora à l'issue du procès.
L’état de santé de Tantely Andrianarivo suscitant l’inquiétude durant sa détention, Marc Ravalomanana révèla dans son discours officiel de fin d'année 2003 que celui-ci serait autorisé à se rendre à l'étranger pour recevoir un traitement médical.
En 2019, le Conseil du Fampihavanana Malgache (CFM) amnistia Tantely Andrianarivo ainsi que 3 autres anciens collaborateurs du président Ratsiraka. La majorité d'entre eux, principaux adversaires politiques de l'ancien président Marc Ravalomanana durant la crise de 2002, étaient depuis exilés en dehors du sol malgache. 